# Умер
Умер (пол. Umer) — село в Польщі, у гміні Заґнанськ Келецького повіту Свентокшиського воєводства.
Населення — 435 осіб (2011).
У 1975-1998 роках село належало до Келецького воєводства.

## Демографія
Демографічна структура на день 31 березня 2011 року:
|          | Загалом | Допрацездатний вік | Працездатний вік | Постпрацездатний вік |
| -------- | ------- | ------------------ | ---------------- | -------------------- |
| Чоловіки | 215     | 37                 | 154              | 24                   |
| Жінки    | 220     | 34                 | 135              | 51                   |
| Разом    | 435     | 71                 | 289              | 75                   |